# (32962) 1996 PH1
(32962) 1996 PH1 est un astéroïde de la ceinture principale d'astéroïdes découvert en 1996.

## Description
(32962) 1996 PH1 a été découvert le 11 août 1996 à l'observatoire Palomar, situé au nord de San Diego en Californie, par George R. Viscome.

### Caractéristiques orbitales
L'orbite de cet astéroïde est caractérisée par un demi-grand axe de 2,55 ua, un périhélie de 2,40 ua, une excentricité de 0,06 et une inclinaison de 2,89° par rapport à l'écliptique. Du fait de ces caractéristiques, à savoir un demi-grand axe compris entre 2 et 3,2 ua et un périhélie supérieur à 1,666 ua, il est classé, selon la JPL Small-Body Database, comme objet de la ceinture principale d'astéroïdes.

### Caractéristiques physiques
(32962) 1996 PH1 a une magnitude absolue (H) de 15,3 et un albédo estimé à 0,217.